# Miki Higashino
Miki Higashino (東野美紀?, Higashino Miki; 1º gennaio 1968) è una compositrice giapponese di musica per videogiochi, nota per aver contribuito alla serie Suikoden.

## Biografia
Miki Higashino iniziò a comporre colonne sonore per videogiochi quando era una studentessa, quando fu impiegata da Konami e contribuì a vari prodotti minori, che spesso non le vennero accreditati direttamente, ma spesso sotto l'alias "MIKI-CHAN" o "MIKI-CHANG". Il suo primo lavoro fu il soundtrack per Gradius, realizzato in collaborazione con il Konami Kukeiha Club nel 1985. Da allora, Higashino è stata coinvolta in diversi altri progetti.
Oltre ad essere stata prima compositrice per il primo Suikoden, lavorò anche al soundtrack di Suikoden II, un lavoro di 105 tracce dovuto nella sua interezza a lei, fatta eccezione per 7 canzoni scritte da Keiko Fukami e una da Tappy Iwase. Nel 2001 Higashino lasciò Konami in maternità ma più avanti collaborò con il compositore Yasunori Mitsuda nel 2005 sulla colonna sonora di  Tsukiyo ni Saraba (Moonlit Shadow). Alcune versioni arrangiate delle sue tracce nei primi Suikoden appaiono anche nelle colonne sonore di Suikoden IV e Suikoden V.

## Stile musicale e influenze
Higashino cita Maurice Ravel, Gabriel Fauré, Lúnasa, e Hevia come sue influenze musicali.

## Discografia
- Gradius (1985)
- Yie Ar Kung-Fu (1985)
- Life Force (1986)
- Knightmare (1986)
- Salamander (MSX) (1987) – con Motoaki Furukawa e Masahiro Ikariko
- Gradius III (1989) – con Seiichi Fukami, Keizo Nakamura, Mutsuhiko Izumi e Junichiro Kaneda
- Teenage Mutant Ninja Turtles (1989) – con Mutsuhiko Izumi
- Surprise Attack (1990) – con Hidenori Maezawa e Keizo Nakamura
- Contra III: The Alien Wars (1992) – con Masanori Adachi e Tappi Iwase
- Premier Soccer (1993)
- Mōryō Senki MADARA 2 (1993) – con Masanori Adachi e Tappi Iwase
- Teenage Mutant Ninja Turtles: Tournament Fighters (Mega Drive/Genesis version) (1993)
- Double Dribble: The Playoff Edition (1994)
- Tokimeki Memorial (1994) – con Mikio Saito, Seiya Murai, and Hiroe Noguchi
- Suikoden (1995) – con Tappi Iwase, Hiroshi Tamawari, Setsu Taniguchi, Mayuko Kagesita
- Gradius Deluxe Pack (1996) (Staff roll music) – con Akira Yamaoka, Kiyohiko Yamane, and Motoaki Furukawa
- Vandal Hearts: Ancient Lost Civilization (1996) – con Hiroshi Tamawari, Kosuke Soeda, Masahiro Yamauchi
- Moon: Remix RPG Adventure (1997) – con Hirofumi Taniguchi, Masanori Adachi, Taro Kudou dei Thelonious Monkees
- Suikoden II (1998) – con Keiko Fukami
- Gensō Suikogaiden Vol. 1 (2000) – con Keiko Fukami
- Gensō Suikogaiden Vol. 2 (2001) – con Keiko Fukami
- 10,000 Bullets (2005) – con Yasunori Mitsuda
- Pop'n Music: Adventure (2007)